# Runda 6
Runda 6 este un film românesc din 1965 regizat de Vladimir Popescu-Doreanu. Rolurile principale au fost interpretate de actorii Ion Finteșteanu, György Kovács, Carmen Stănescu, Ilinca Tomoroveanu.

## Distribuție
Distribuția filmului este alcătuită din:
- Ion Finteșteanu — Agopian
- Emmerich Schäffer — Colonelul SS
- Vera Schneidenbach — Maria Wagner
- Cornel Gîrbea
- Ion Dichiseanu — Alex
- Alexandru Rădulescu — Col. Dimiu
- Paul Sava
- Mircea Bașta — Cpt. Ionescu
- Carmen Stănescu — Helene
- Fory Etterle — Baronul von Killinger
- Mihai Berechet — Cerchez
- Ștefan Niculescu-Cadet
- Theo Partisch
- György Kovács — Koch
- Ilinca Tomoroveanu — Laura
- Nicolae Nobilescu

## Primire
Filmul a fost vizionat de 2.487.990 de spectatori în cinematografele din România, după cum atestă o situație a numărului de spectatori înregistrat de filmele românești de la data premierei și până la data de 31 decembrie 2014 alcătuită de Centrul Național al Cinematografiei.